# آرامگاه علمدار
بقعه علمدار مربوط به دوره سلجوقیان است و در رامهرمز، میدان آزادی، خیابان امام، خیابان علمدار واقع شده و این اثر در تاریخ ۵ آذر ۱۳۸۰ با شمارهٔ ثبت ۴۲۲۷ به‌عنوان یکی از آثار ملی ایران به ثبت رسیده است.